# Samia cynthia

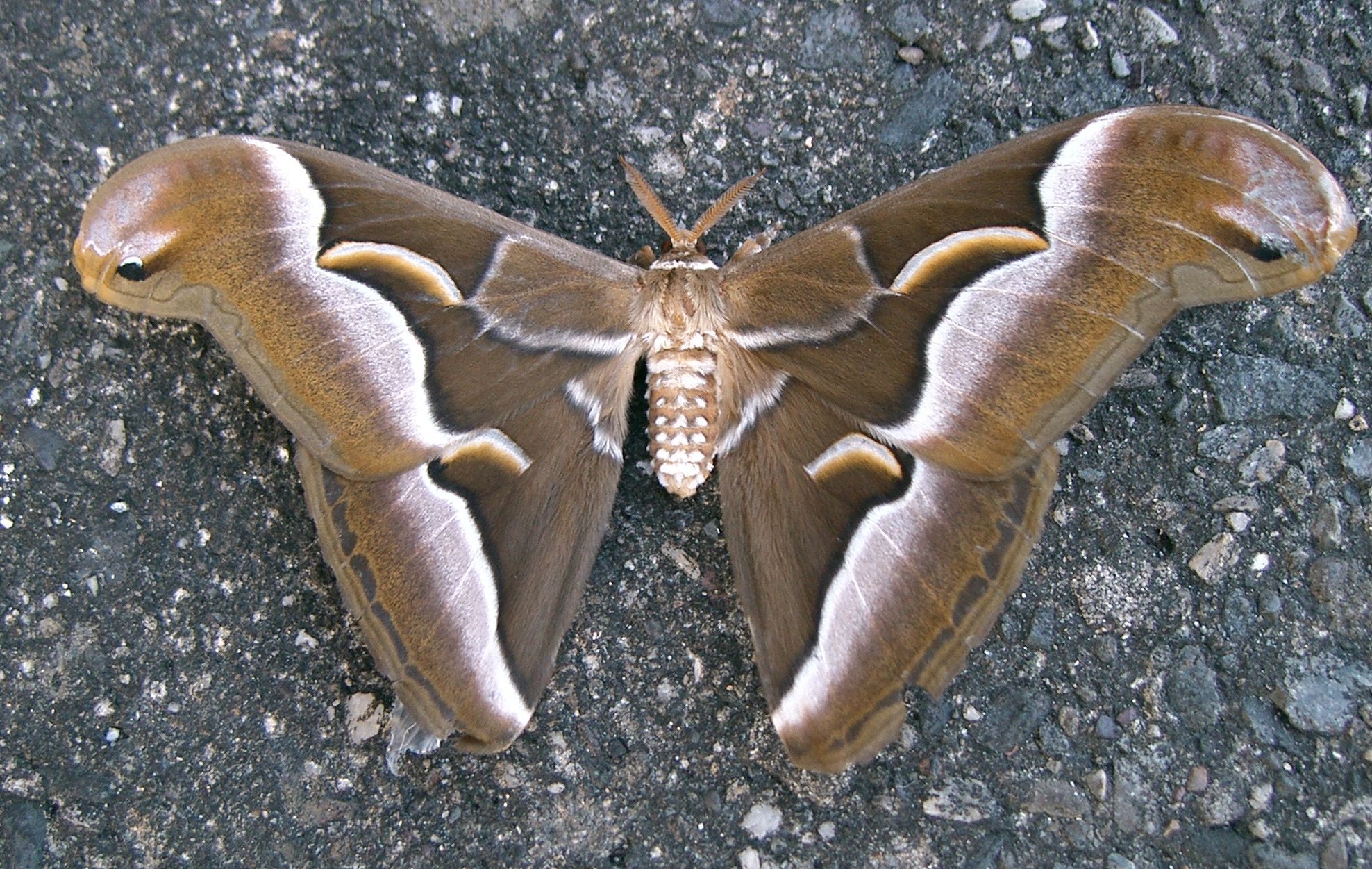
Bombice dell'ailanto

Il bombice dell'ailanto o filosamia (Samia cynthia (Drury, 1773)) è un lepidottero appartenente alla famiglia Saturniidae, originario dell'estremo Oriente (regioni asiatiche della Russia, Cina, Giappone), ma introdotto anche in Europa, Nordafrica, Medio Oriente e America settentrionale.

## Descrizione

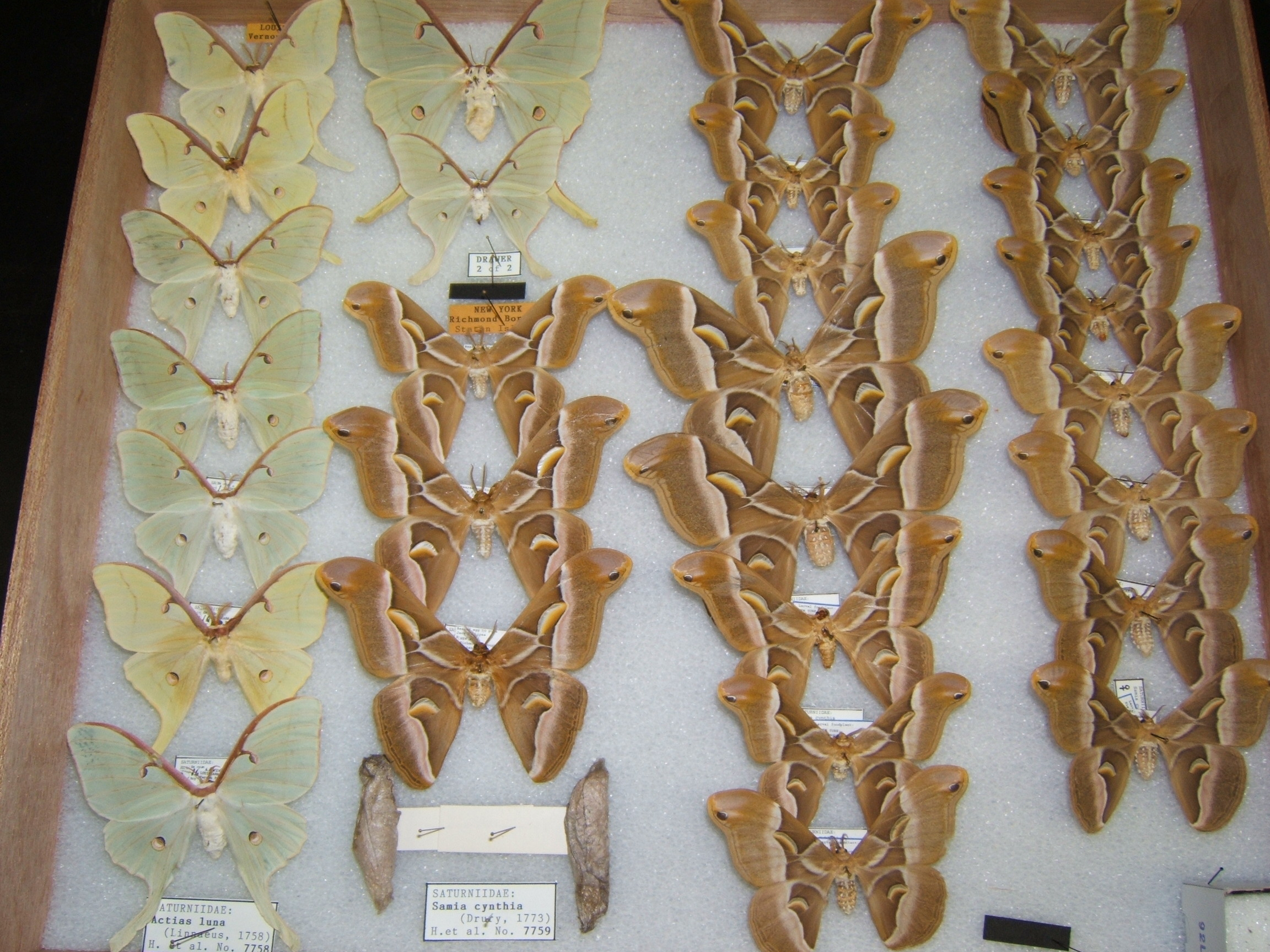
Bombici dell'ailanto e Actias luna

L'adulto ha un'apertura alare che può raggiungere anche i 16,5 cm, ha una livrea di colore bruno-verdastra o giallo-brunastra; entrambe le ali portano una macchia a forma di semiluna, di colore digradante dal bianco al giallastro e bordata di nero sul lato costale; le anteriori presentano inoltre una piccola macchia ocellare nera associata ad una sfumatura cinerea o violacea all'apice della regione submarginale. La livrea è ornata da strisce di colori variabili fra cui spicca una vistosa fascia trasversale di colore violaceo o cinereo o biancastro, bordata di nero sul lato prossimale.
L'uovo è di forma semisferica e di colore bianco. La larva mostra un polimorfismo in funzione dell'età: inizialmente è di colore giallo-verdastra, con capo e protorace bruni e con addome recante tubercoli bruni; a maturità è di colore bluastro, con capo giallastro e tegumento disseminato di punteggiature nere e tubercoli azzurri. La lunghezza arriva ai 15 cm.

## Biologia

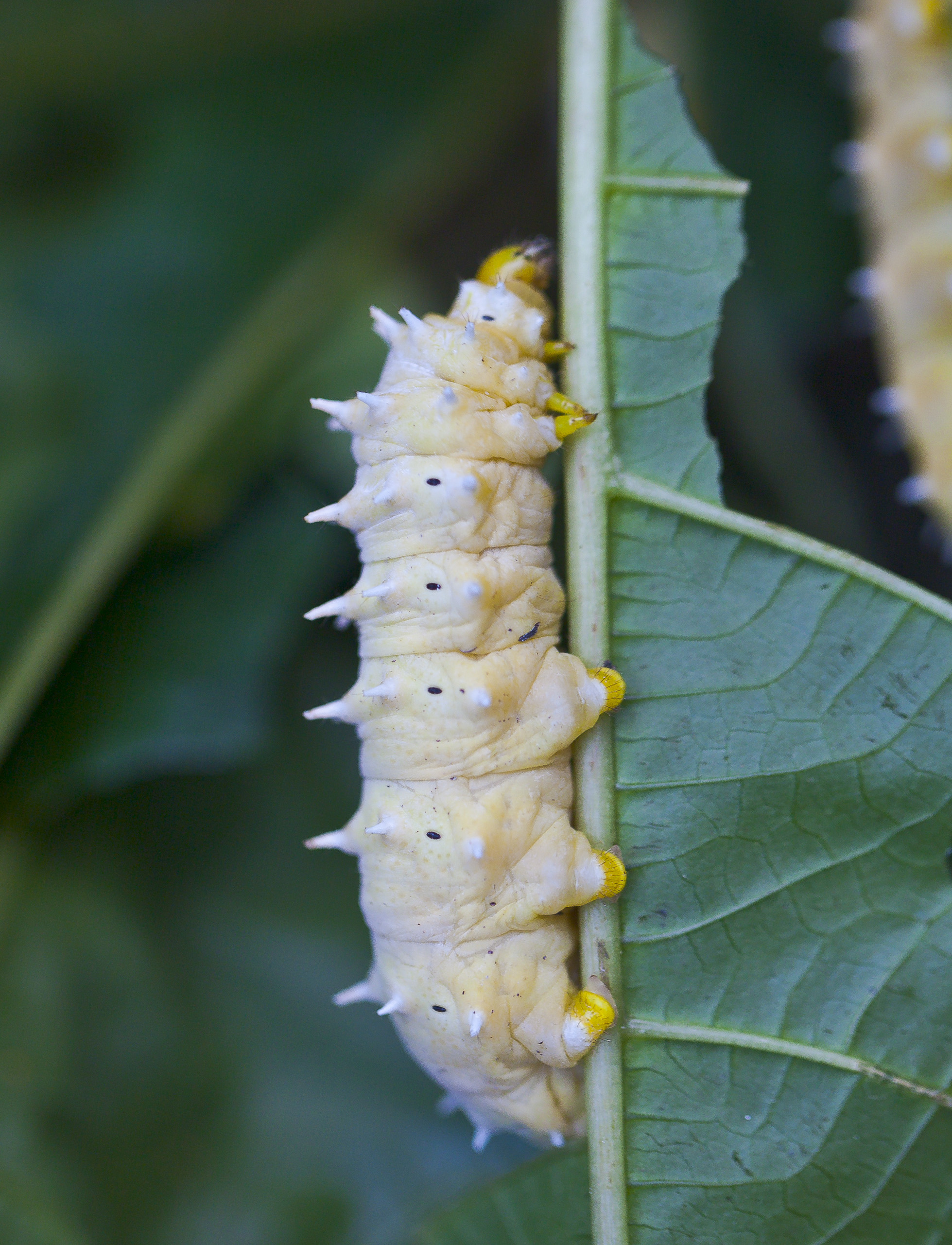
Bruco

La specie svolge un ciclo con una o due generazioni l'anno, con svernamento allo stadio di crisalide. Gli adulti compaiono in primavera inoltrata, si accoppiano e le femmine depongono poche centinaia di uova, in gruppi di una decina di unità, sulle foglie della pianta ospite (ailanto, ricino, ligustro e rosacee). L'incrisalidamento ha luogo con la costruzione di un bozzolo di seta di colore bruno, aderente ad una foglia e fissato ai rami con un cordone di seta robusta lungo anche fino a 20 cm. Suddetto bozzolo è forato all'estremità per poter permettere alla falena di uscire senza difficoltà.

## Distribuzione e impieghi

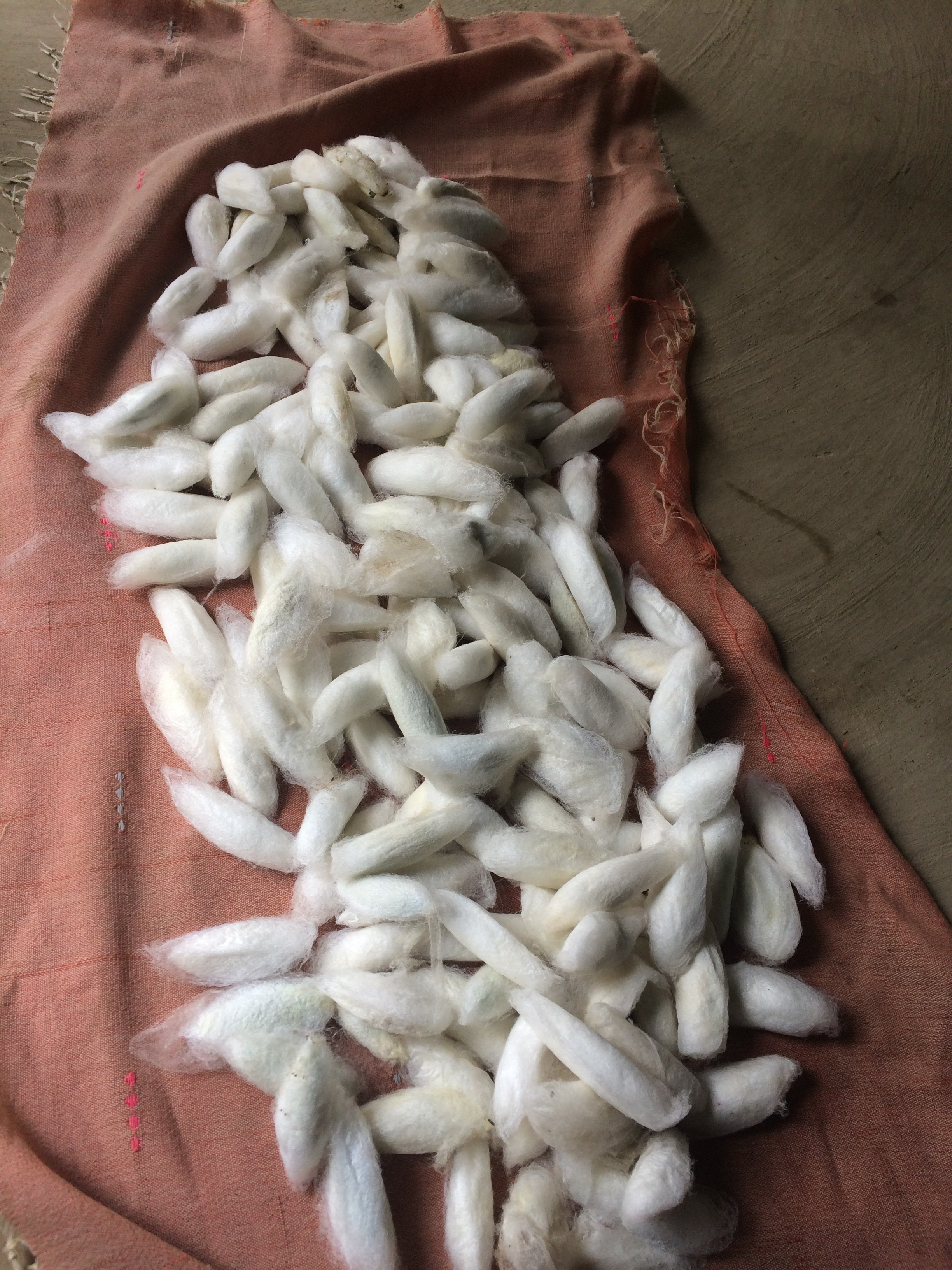
Bozzoli di seta Eri

Le larve sono allevate per la produzione di una seta più robusta di quella del bombice del gelso, detta "seta eri" e utilizzata per produrre un tessuto detto kien cen. Importata nelle regioni occidentali del pianeta per la produzione della seta, la specie si è naturalizzata anche sulla costa orientale nordamericana, in Francia, Italia, Svizzera, Ungheria, Austria, Croazia e Uruguay.
In Italia fu introdotta nel 1854 usando come pianta ospite l'Ailanthus altissima. Le uova sono deposte sulle foglie e le larve si alimentano primariamente con le foglie di questa pianta, ma la specie è secondariamente associata anche ad altre specie botaniche appartenenti a vari generi (Ricinus, Sambucus, Ligustrum, Pyrus, ecc.). Sotto l'aspetto agrario, la specie non rappresenta alcun rischio per la limitata entità dei danni prodotti dai bruchi defogliatori.
La cessazione della produzione di tale seta in Italia (soprattutto nella regione subalpina) ha lasciato residue presenze in natura della falena, che sfuggita dagli allevamenti continua a riprodursi in natura sull'ailanto ormai anche lui naturalizzato, dato che questo ultimo è stato usato per il consolidamento delle scarpate ferroviarie.